# Stenogobius polyzona
Stenogobius polyzona är en fiskart som först beskrevs av Bleeker, 1867.  Stenogobius polyzona ingår i släktet Stenogobius och familjen smörbultsfiskar. IUCN kategoriserar arten globalt som livskraftig. Inga underarter finns listade i Catalogue of Life.